# Menzel Mutzke

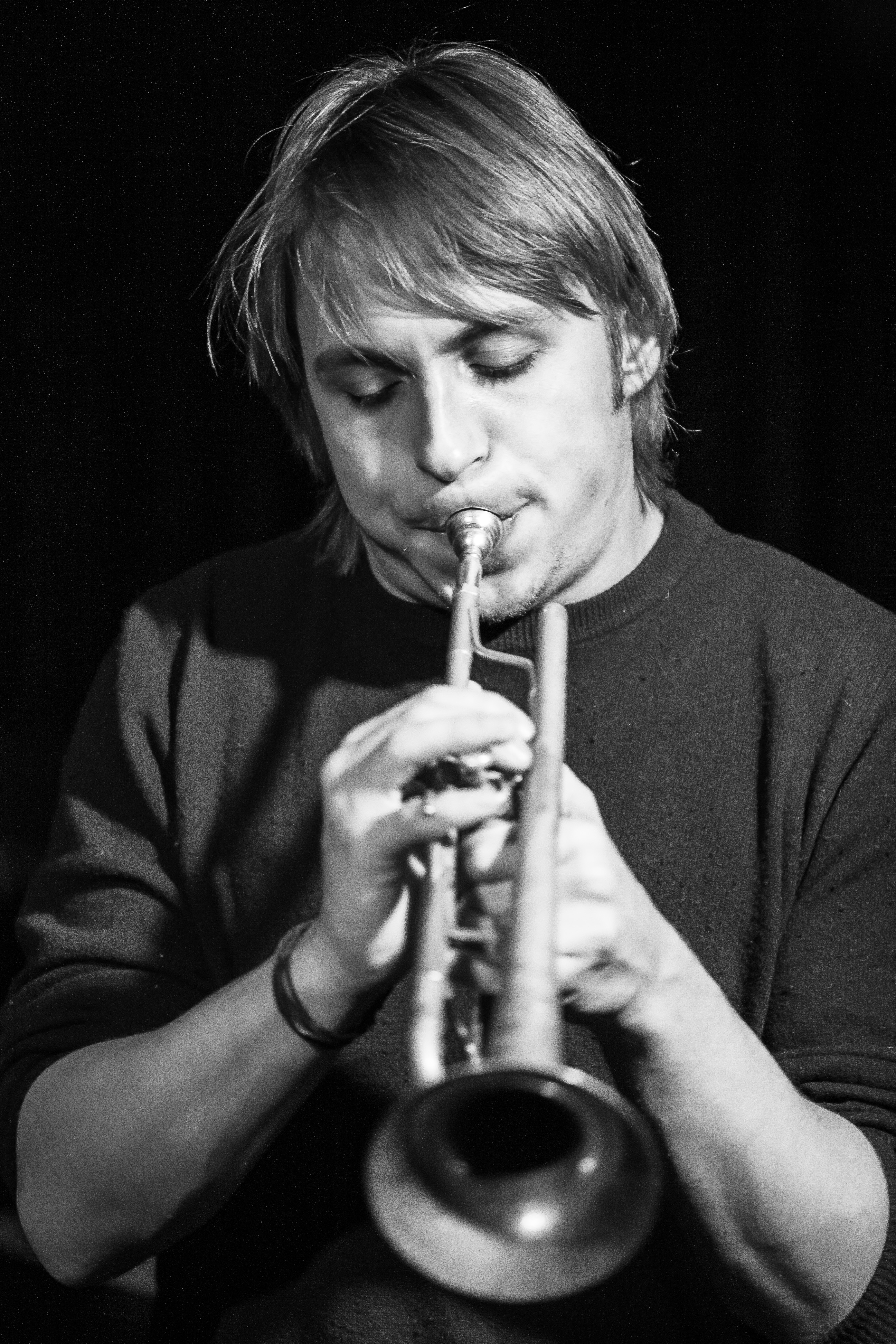
Menzel Mutzke (2007)

Menzel Mutzke (* 29. November 1984 in Bad Säckingen) ist ein deutscher Jazzmusiker (Trompete, Komposition).
Mutzke begann im Alter von neun Jahren Trompete zu spielen. Nach einigen Jahren klassischen Trompetenunterrichtes studierte er beim Jazztrompeter Daniel Schenker in Zürich. In dieser Zeit war er Mitglied im Landesjugendjazzorchester Baden-Württemberg und diversen Jazz-Combos. 2003 gewann er den ersten Preis bei Jugend jazzt. Nach seinem Schulabschluss im Jahre 2004 zog Mutzke nach Köln, um dort bei Andy Haderer zu studieren. Ab 2005 war er Mitglied im Bundesjazzorchester unter der Leitung von Peter Herbolzheimer. 2007 studierte er ein Semester bei Matthieu Michel in Lausanne. Er nahm u. a. Unterricht bei Claudio Roditi, Ack van Rooyen, Henning Berg, Alex Sipiagin und Bert Joris.
Mutzke spielte auf verschiedenen internationalen Jazzfestivals wie in Jazz à Vienne, North Sea Jazz Festival und dem Montreux Jazz Festival; ferner trat er u. a. mit Dee Dee Bridgewater, Roy Hargrove, Maynard Ferguson und der James Brown Band auf. 2008 trat er auch mit dem Trio von Schlagzeuger Marcel Wasserfuhr, Pianist Dieter Greifenberg und Bassist Markus Braun auf. Er spielte in dieser Zeit außerdem in der Band seines Bruders, des Sängers Max Mutzke; ferner arbeitete er mit Christoph Möckel, Lucas Leidinger, The Lazy Monks und im Tentett von Pablo Held. Mutzke gründete im Frühjahr 2011 die Formation Bloom mit der Idee, kammermusikalische Kompositionen für ein Trio mit Volker Heinze am Bass und Simon Seidl am Klavier zu schreiben; die Formation wurde dann mit Fabian Arends am Schlagzeug zum Quartett erweitert. Mutzke ist seit 2012 zudem Mitglied der Brass Band Moop Mama. 
Am 29. Mai 2020 erschien sein erstes Soloalbum Spring. Mit dabei seit 2018 im Menzel Mutzke Quartett sind Pablo Held, Dietmar Fuhr, Silvio Morger. 

## Diskographische Hinweise
- Jazzattack Hausgemacht (Mons Records, 2005), mit Malte Dürrschnabel, Lukas Rabe, Sebastian Scheipers, Konstantin Uhrmeister, Moritz Baumgärtner, Adrian Mears
- Pablo Held Glow (Pirouet, 2011)
- Max Mutzke Durch Einander (Columbia, 2012)
- Spring (Mutterkomplex, 2020)